# 한국동물약품협회
한국동물약품협회는 회원의 기술향상과 복리증진을 도모하며 업계의 건전한 발전을 기함 목적으로 1992년 6월 8일 설립된 대한민국 농림수산식품부 소관의 사단법인이다. 사무실은 경기도 성남시 분당구 서현동 272-5, 수의과학회관 301호에 있으며, 부설기관으로 한국동물약품기술연구원을 두고 있다.

## 주요 사업
- 동물약품 산업 발전을 위한 조사 연구 사업
- 회원의 복리 증진 및 유통구조 개선 사업
- 국제협력 및 해외시장 개척 사업
- 동물약품 시험.검사 및 품질관리 기술지도 업무
- 주무관청 및 기타 관련기관으로부터의 위임.위탁 업무
- 기타 부대사업